# North Hills
North Hills est une ville américaine située dans le comté de Wood en Virginie-Occidentale. En 2010, sa population était de 832 habitants.

## Démographie
| Groupe                           | North Hills | Virginie-Occidentale | États-Unis |
| -------------------------------- | ----------- | -------------------- | ---------- |
| Blancs                           | 92,3        | 93,9                 | 72,4       |
| Noirs                            | 2,0         | 3,4                  | 12,6       |
| Asiatiques                       | 4,6         | 0,7                  | 4,8        |
| Métis                            | 3,2         | 1,5                  | 2,9        |
| Autres                           | 0,2         | 0,6                  | 7,3        |
| Total                            | 100,0       | 100,0                | 100,0      |
| Hispaniques et Latino-Américains | 1,0         | 1,2                  | 16,7       |

Selon l'American Community Survey, pour la période 2011-2015, 95,98 % de la population âgée de plus de 5 ans déclare parler l'anglais à la maison, 1,10 % déclare parler l'espagnol, 0,85 % l'hindi, 0,61 % le gujarati et 1,46 % une autre langue.

## Source de la traduction
- (en) Cet article est partiellement ou en totalité issu de l’article de Wikipédia en anglais intitulé « North Hills, West Virginia » (voir la liste des auteurs).

1. ↑  (en) « North Hills, WV Population - Census 2010 and 2000 », sur censusviewer.com.
2. ↑  (en) « Population of West Virginia - Census 2010 and 2000 », sur censusviewer.com.
3. ↑  (en) « American FactFinder - Results », sur factfinder.census.gov (consulté le 28 mars 2017).